# Nancy Sinatra
Nancy Sandra Sinatra (Jersey City, 8 de junho de 1940) é uma cantora e atriz norte-americana. É filha do cantor Frank Sinatra com sua primeira esposa Nancy Barbato. Seu maior sucesso como cantora foi a canção "These Boots Are Made for Walkin'", que, lançada na metade dos anos 1960, se tornou um hino do movimento feminista. Uma das canções que gravou, "Bang Bang" (originalmente gravada por Cher) é trilha sonora do filme Kill Bill de Quentin Tarantino. Em 1967 gravou a música tema do quinto filme de James Bond, You Only Live Twice, estrelado por Sean Connery no papel de 007.

## Biografia
Nancy Sinatra começou sua carreira como cantora e atriz no começo dos anos 60, mas obteve sucesso apenas na Europa e no Japão. Porém, em fevereiro de 1966, ela teve um transatlântico hit número-um nas paradas musicais com These Boots Are Made for Walkin', que exibiu sua sensualidade mas com estilo de boa menina, que a popularizou e a fez sinônimo de go-go boots. O clip da canção mostrou uma cabeluda Sinatra e seis belas garotas em tops de lã, go go boots e minissaias, e é considerado um clássico exemplo de moda sessentista. A canção foi feita por Lee Hazlewood, que escreveu e produziu a maioria de suas canções e cantou com ela em vários duetos, inclusive no importante e cult Some velvet morning.
Em seu quarto aniversário, Phil Silvers e Jimmy Van Heusen cantaram a canção Nancy com the laughing face, que haviam composta em 1942 para o aniversário de Bessie, a esposa de Juhnny Burke (Bessie com the laughing face). Frank não resistiu e caiu no choro pensando que fora composta especialmente para o aniversário da filha (os autores, sabiamente, não fizeram o esclarecimento). Depois que Frank gravou a canção para a Columbia, em 1944, Jimmy transferiu os direitos autorais para a pequena Nancy.

### Anos 1960
Entre 1966 e 1967, sozinha, Nancy Sinatra emplacou com 13 canções, todas tendo Billy Strange como produtor e arranjador. Em 1967, ela se uniu ao seu pai para o seu segundo número-um, Something stupid. Embora de certa forma limitada, sua voz possui uma singularidade expressiva e irônica, no estilo clássico moderno.
Em 1968, ela atuou com Elvis Presley no filme Speedway.

### Anos 1990
Em 1995, aos 55 anos, Nancy Sinatra foi capa da Playboy.

### Anos 2000
Em 2004, ela desfrutou de um certo sucesso com um álbum marcando o retorno à sua carreira e uma turnê internacional. Nancy atualmente está no selo "Sanctuary/Attack Records".
Em 2004-2005 sai em turnê com Clem Burke, conhecido como Elvis Ramone, baterista do Blondie e provisório baterista dos Ramones.
Em 2004, ela colaborou com seu antigo vizinho de Los Angeles, Morrissey, para gravar uma versão de sua música " Let Me Kiss You ", alcançando n. ° 46 no Reino Unido, proporcionando a Sinatra seu primeiro sucesso há mais de 30 anos. O álbum intitulado Nancy Sinatra, contou com artistas de rock como Calexico, Sonic Youth, U2, Pulp 's Jarvis Cocker, Steven Van Zandt, Jon Spencer e Pete Yorn, da qual todos citavam Nancy e seu pai como influência. Cada artista criou uma música para cantar no álbum.
A música These boots are made for walking, consta na trilha sonora do filme "Full Metal Jacket" de Kubrick.
A música These boots are made for walking está no álbum Killing is my business... and business is good! da Banda de Thrash Metal Megadeth, como These Boots.
Esta música foi cantada na turné de Siouxsie Sioux,lançada em DVd sob o título de Finale em 2009.
Em 2009, foi lançada uma versão da música These boots are made for walking no álbum Femina de Legendary Tigerman com a interpretação da actriz Maria de Medeiros.
Em 2013 sua canção, "Summer Wine", foi regravada pela cantora vintage norte-americana Lana Del Rey e Barrie James O'Neill da banda Cassidy.

## Vida pessoal
Casou-se duas vezes, a primeira com o ídolo juvenil Tommy Sands, entre 1960 e 1965. Depois, com Hugh Lambert, dentre 1970 e 1985.
Em 1974 deu à luz A.J. Lambert, dando a Frank Sinatra seu primeiro neto. Teve tambèm uma filha, Amanda Lambert. Nancy Sinatra é a irmã mais velha de Frank Sinatra Jr. e Tina Sinatra.

## Discografia
Álbuns de estúdio solo
- Boots (1966)
- How Does That Grab You? (1966)
- Nancy in London (1966)
- Sugar (1967)
- Country, My Way (1967)
- Nancy (1969)
- Woman (1972)
- One More Time (1995)
- Sheet Music (1998)
- How Does It Feel? (1999)
- California Girl (2002)
- Nancy Sinatra (2004)
- Shifting Gears (2013)

Álbuns de estúdio colaborativos
- Nancy & Lee (com Lee Hazlewood) (1968)
- The Sinatra Family Wish You a Merry Christmas (com Frank Sinatra, Frank Sinatra Jr. e Tina Sinatra) (1968)
- Nancy & Lee Again (com Lee Hazlewood) (1972)
- Mel & Nancy (com Mel Tillis) (1981)
- Nancy & Lee 3 (com Lee Hazlewood) (2004)

## Filmografia
Longas-metragens
- For Those Who Think Young (1964)
- Get Yourself a College Girl (1964)
- Marriage on the Rocks (1965)
- The Ghost in the Invisible Bikini (1966)
- The Last of the Secret Agents? (1966)
- The Oscar (1966)
- The Wild Angels (1966)
- Speedway (1968)

Documentários
- Jay Sebring....Cutting to the Truth (2020)